# Bolitoglossa cataguana
Espèce
Bolitoglossa cataguana est une espèce d'urodèles de la famille des Plethodontidae.

## Répartition
Cette espèce est endémique du département de Francisco Morazán au Honduras. Elle n'est connue que dans sa localité type, Cataguana, dans la municipalité de Marale. Elle est présente entre 1 800 et 2 800 m d'altitude dans la forêt de nuage.

## Description

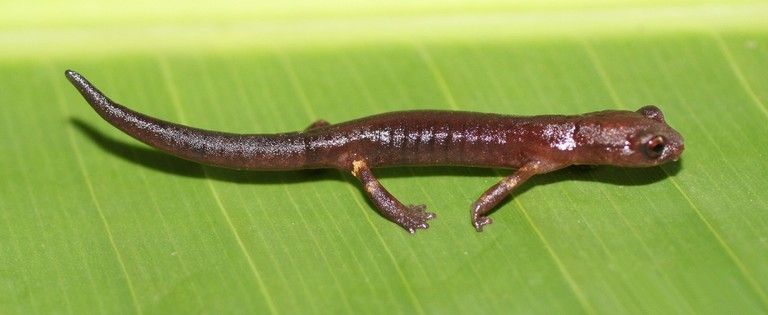
Bolitoglossa cataguana

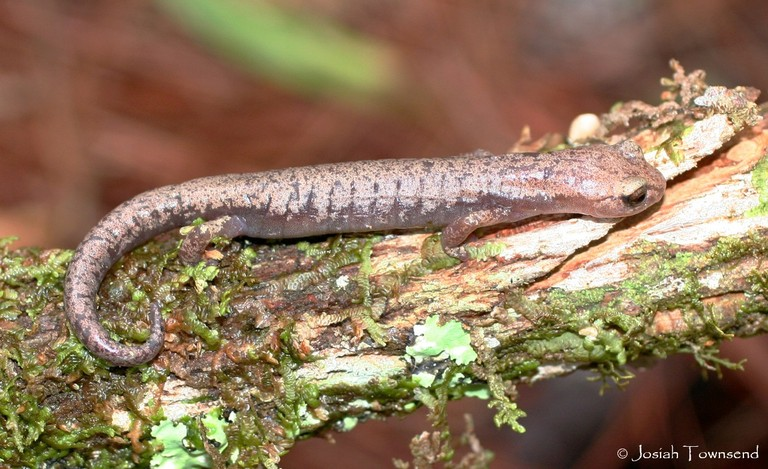
Bolitoglossa cataguana

Le mâle mesure 40,4 mm sans la queue et les femelles de 35,3 à 49,7 mm.

## Étymologie
Son nom d'espèce lui a été donné en référence au lieu de sa découverte, Cataguana.

## Publication originale
- Townsend, Butler, Wilson & Austin, 2009 : A new species of salamander in the Bolitoglossa dunni group (Caudata: Plethodontidae: Bolitoglossinae) from Parque Nacional Montaña de Yoro, Honduras. Salamandra, vol. 45, no 2, p. 95-105. (texte intégral).